# أديب الحسن
أديب الحسن هو لاعب كرة قدم سعودي يلعب في النادي العربي معار من نادي التعاون.

## مسيرة اللاعب
بدأ في الفئات السنية في نادي التعاون وأعير إلى النادي العربي في عام 2024.